# Punajärvi (sjö i Karstula, Mellersta Finland)
Punajärvi är en sjö i kommunen Karstula i landskapet Mellersta Finland i Finland. Sjön ligger 147,3 meter över havet. Den är 6,7 meter djup. Arean är 1,1 kvadratkilometer och strandlinjen är 9,5 kilometer lång. Sjön  ingår i Kymmene älvs huvudavrinningsområde.   Den ligger omkring 74 kilometer norr om Jyväskylä och omkring 300 kilometer norr om Helsingfors. 